# Corvinnegyed
A Corvinnegyed Budapest VIII., vagy más néven Józsefváros kerületének egyik negyede, amely a Fővárosi Közgyűlés városrészeket rendező 2012. december 12-i rendeletével jött létre, a Csarnoknegyeddel, a Ganznegyeddel, a Losoncinegyeddel, a Magdolnanegyeddel, a Népszínháznegyeddel, az Orczynegyeddel, a Palotanegyeddel és a Századosnegyeddel együtt.

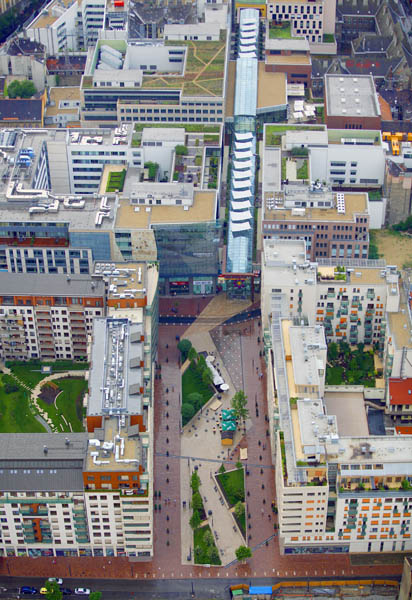
Corvin Plaza, légi felvétel

## Területe
Határai a József körút – Baross utca – Horváth Mihály tér északi oldala – Baross utca – Leonardo da Vinci utca – Práter utca – Szigony utca – Üllői út.

## Története
A terület dzsentrifikciója 2005 őszén kezdődött el, házsorok elbontásával és az akkor ott élő lakosság kitelepítésével. A Corvin mozi mögött a Corvin Plaza bevásárlóközpont 2007–2010 között épült fel. A Ferenc körút és Üllői út kereszteződésében a 3-as metró megállóját 2011-ben nevezték át Corvin-negyedre. Az eredeti utcahálózat megőrzésével 22 hektárnyi területen zajlik a Közép-Európa legnagyobb belváros-megújítási programjának tartott építkezés. A bevásárlóközpont mögött a Szigony utcáig azóta kiépült, széles Corvin sétányt magas irodaházak, lakóparkok szegélyezik.
2022 őszére elkészült a sétány menti utolsó lakóépület, a Grand Corvin 2. Ezzel befejeződött a megújítási program központi eleme, a Corvin sétány kialakítása. A projekt a környék ingatlanainak felértékelődését is eredményezte. A 2005-ös induláskor a Corvin sétány lakásainak átlagos négyzetméterára 312 ezer forint volt, ez 2022-re az ötszörösére nőtt. A Corvinnegyed megújítása ezzel még nem fejeződött be.